# عبد الناصر الزاير
عبد الناصر الزاير (31 ديسمبر 1959 -)، ممثل ومخرج وملحن ومؤدي صوت سعودي مقيم في الكويت، اشتهر بأعماله الموجهة للطفل.

## عن حياته
ولد في قرية الملاحة وهي إحدى قرى محافظة القطيف، وعاش وترعرع بين مزارعها حيث كانت أسرته تقضي عطلتها الصيفية فيها نظرًا لأنها تسكن في مدينة الدمام، وبعد وفاة والده انتقلت الأسرة إلى قرية الجش مسقط رأس والده والواقعة بالقرب من مسقط رأسه قرية الملاحة ودرس في مدرسة الجش المتوسطة، وتخرج من ثانوية القطيف.

### حياته الفنية
اكتشفه الموجه المسرحي إسماعيل السماوي وقدمه ببعض العروض المسرحية، قدم دور صغير بمسلسل جحا من خلال تلفزيون الدمام. انتقل عام 1978 إلى الكويت ليدرس في «المعهد العالي للفنون المسرحية» وتخرج مع الدفعة الدراسية لعام 1982/1981، في السنة الثانية من دراسته بالمعهد انضم إلى «مؤسسة الإنتاج البرامجي المشترك» بعد أن قامت المؤسسة بطلب انضمام طلبة المعهد الناجحين إليها فقام مدرسيه بترشيحه وقدم أول أعماله فيها «نساء في شعاع النبوة» و«مولد أمة» وتوالت أعماله بالمؤسسة وخارجها بعد ذلك من أهمها برنامج سلامتك الذي استمرت مواسمه لسنوات طويلة.

### مناصبه
شغل منصب رئيس قسم الدوبلاج في «مؤسسة الإنتاج البرامجي المشترك» من عام 1991 وحتى عام 1995 ومن ثم تولى منصب مراقب التخطيط والبرامج فيها. كما شغل منصب رئيس قسم المسرح في «الجمعية العربية السعودية للثقافة» والفنون في الدمام، كما أنه عضو في المسرح الشعبي في الكويت.

### حياته الأسرية
متزوج من ممثلة الأداء الصوتي البحرينية فتحية الخزاعي، وأنجبا 3 أبناء هما محمد، مهند، فاطمة.

## أعماله

### المسرحيات
| سنة الإنتاج | المسرحية                       | الشخصية  |
| ----------- | ------------------------------ | -------- |
| 1982        | مدينة اللؤلؤ                   |          |
| 1985        | حامي الديار                    |          |
| 1987        | في خبر كان                     |          |
| 1989        | الكرنفال الكبير - مشاركة صوتية | بوم      |
| 1990        | هدام الديرة                    |          |
| 1992        | كشمش                           | أبو كشمش |
| 1996        | الصياد الصغيرة                 |          |
| 1997        | الغجرية والأحدب                |          |
| 1999        | باتمان الرجل الوطواط           | عادل     |
| 1999        | روبن هود                       |          |
| 2013        | عنبر 12                        |          |
| 2017        | ليلة ربيع عين وقمراء           |          |
| 2019        | أشباح هونو ولولو               |          |
| 2022        | كشمش 2                         | أبو كشمش |

### المسلسلات
| سنة الإنتاج | اسم المسلسل                        | الشخصية     |
| ----------- | ---------------------------------- | ----------- |
| 1978        | جحا                                | محمود       |
| 1980        | حياتنا                             |             |
| 1981        | الجوهرة                            |             |
| 1981        | الأب سهرة تلفزيونية                |             |
| 1984        | المرايا                            |             |
| 1984        | بطاقة عودة من الغرب سهرة تلفزيونية |             |
| 1984        | بين الحقيقة والخيال                |             |
| 1985        | الجوهرة والصياد                    | سالم        |
| 1987        | ضيعة أم سالم                       |             |
| 1988        | قلوب عند المرافىء                  | طلال        |
| 1990        | افتح يا سمسم الجزء الثالث          |             |
| 1991        | صراع الأجيال                       |             |
| 1992        | جواهر تمثيلية                      | أبو خالد    |
| 1992        | ردة فعل                            |             |
| 1992        | الخروج من الهاوية                  |             |
| 1992        | الماضي وخريف العمر                 | عبد الله    |
| 1992        | الإنحراف                           |             |
| 1992        | طيف السلام                         | ربيع        |
| 1992        | بو متيح يوش متيح يطش               | عبد الوهاب  |
| 1994        | القبعة الثمينة                     |             |
| 1995        | أشجار بلا ظلال                     |             |
| 1995        | حكايات من التراث الشعبي            |             |
| 1995        | إفتح يا وطني أبوابك برنامج توعوي   | حامد        |
| 1996        | الطير والعاصفة                     | سليمان      |
| 1997        | عودة السندباد                      | حسنان       |
| 1997        | الناس أجناس                        | عدة شخصيات  |
| 1997        | عندما تشتعل الثلوج                 | مشعل        |
| 1997        | ما يبقى غير الحب                   |             |
| 1997        | وجوه بلا أقنعة                     |             |
| 1998        | لمن تشرق الشمس                     | أحمد        |
| 1998        | سابع جار                           | سمير        |
| 1999        | أبناء الغد                         | ضيف الحلقات |
| 2001        | صالح وطالح                         |             |
| 2001        | من ملفات المحاكم                   | عادل        |
| 2001        | الحياة امرأة                       |             |
| 2001        | لا يا عمر الزهور                   |             |
| 2002        | لعبة القدر                         |             |
| 2002        | قلوب مهشمة                         | ضيف الحلقات |
| 2003        | لا للجروح                          |             |
| 2003        | مر السنين                          | ناصر        |
| 2003        | بيتنا الكبير                       |             |
| 2003        | ملاذ الطير                         |             |
| 2003        | إتجاه جبري                         |             |
| 2005        | شملان                              |             |
| 2005        | الدكتورة                           | فهد         |
| 2006        | ممكن                               |             |
| 2007        | قتالة الشجعان                      |             |
| 2007        | مدينة المعلومات الجزء الثاني       | فهمان       |
| 2007        | أخوات موسى                         | ضيف الحلقات |
| 2009        | أسوار 2                            |             |
| 2010        | الصراع                             | ضيف الحلقات |
| 2011        | الملكة                             | صقر         |
| 2013        | الملافع                            |             |
| 2015        | سعد وخواته                         |             |
| 2016        | المحتالة                           | محمد        |
| 2016        | المسافات                           |             |
| 2019        | غرس الود                           |             |
| 2020        | سبع أبواب                          |             |
| 2020        | مساحات خالية                       | ضيف شرف     |
| 2020        | أمي دلال والعيال                   | صقر         |
| 2022        | لغز 1990                           |             |
| 2022        | ناطحة سحاب                         | جاسم        |
| 2023        | ملح وسمرة                          |             |
| 2023        | سوء المناخ                         | أبو غايب    |
| 2024        | سحيلة بنت عديم                     |             |
| 2025        | واحة الأعرابي                      |             |

كما شارك في برنامج سلامتك وهو من إنتاج مؤسسة الإنتاج البرامجي لدول الخليج، كما اشترك ببرنامج التوعوي «الكشاف» بمشاركة الممثلة السورية مرح جبر.

### الأفلام
| سنة الإنتاج | الفيلم     | الشخصية |
| ----------- | ---------- | ------- |
| 2018        | سرب الحمام | محمد    |
| 2020        | خروف العيد |         |
| 2023        | ترياق      |         |

### المشاركات الإذاعية
- خميس بو خميس - تلحين المقدمة.
- المنقذون - كمخرج.
- ليالي 2 - أداء صوتي.
- نوادر جحا - أداء صوتي.
- الدنيا بخير - كمخرج.
- يوميات صيام - أداء صوتي.
- القرندل - أداء صوتي.
- رفعت الجلسة - أداء صوتي.
- إمبراطورية الشمس - أداء صوتي.
- مغارة سمسم - أداء صوتي.
- الوالي وبنت الشاوي - أداء صوتي.
- الجاحظ - أداء صوتي.
- أم مرزوق وعيالها - أداء صوتي.
- فندق حمايل - أداء صوتي.
- مدينة الكرابيس - أداء صوتي.
- شي ما سمعتوه - أداء صوتي.
- حكايات يومية - أداء صوتي.
- القصة - أداء صوتي.
- بيارق - أداء صوتي.
- زمن معتوق - أداء صوتي.
- دار العز - أداء صوتي.
- وصية وطن - أداء صوتي.
- السيرة العطرة - أداء صوتي.
- محطات عطرة - أداء صوتي.
- صفحة يديدة - أداء صوتي.

### أعمال أخرى
بالإضافة إلى تمثيله فيعد مخرج وملحن ومؤلف، قام بإخراج المسلسل الكارتوني جازورا كذلك أخرج المسلسل الكارتوني ميمي الصغيرة وشارك في المسلسل الكارتوني عدنان ولينا حيث لحن المقدمة وشارك بعدة شخصيات بجانب الفنان داود حسين وعبد الرحمن العقل والفنان علي المفيدي وغيرها.
كما قام بتأليف وإخراج عدة أعمال ومنها:
- مسرحية فلونة والمشاكل - تأليف.
- مسرحية كابتن ماجد والأطفال - إعداد.
- مسلسل زهور وجدران - إعداد.
- مسرحية المحقق كونان - تأليف.
- مسلسل الحياة امرأة - إعداد ومعالجة درامية.
- مسلسل بيتنا الكبير - سيناريو وحوار.
- مسرحية شران شرون - تأليف.
- مسرحية ناصر ومنصور - تأليف.
- مسرحية الإختراع العجيب - تأليف.
- كشمش 2 - إخراج.

## الجوائز والتكريمات
حصل طيلة مسيرته الفنية على العديد من الجوائز والتكريمات، ومنها:
- 2002:  مصر - جائزة الإبداع الذهبية «مهرجان القاهرة للإذاعة والتلفزيون» عن فئة تلفزيون الأطفال.[5]
- 2008:  الكويت - تكريم من «الهيئة العامة للرياضة والشباب بدولة الكويت» عن دوره المسرحي.[5]

## روابط خارجية
- عبد الناصر الزاير على موقع قاعدة بيانات الأفلام العربية